# Filmfare Award du meilleur parolier en tamoul
Le Filmfare Award du meilleur parolier en tamoul est une récompense attribuée depuis 2008 par le magazine indien Filmfare dans le cadre des Filmfare Awards South annuels pour les films en tamoul (Kollywood), .

## Nominations et Lauréats

### Années 2000
2008: Thamarai - "Nenjukkul Peithidum" - Vaaranam Aayiram
- Na. Muthukumar - "Mudhal Mazhai" - Bheema
- Thamarai - "Kangal Irandal" - Subramaniapuram
- Vaali - "Kallai Mattum" - Dasavathaaram
- Vairamuthu - "Vaa Vaa" - Abhiyum Naanum

2009: Na. Muthukumar - "Vizhi Moodi" - Ayan
- Ilaiyaraaja - "Piychai Paathiram" - Naan Kadavul
- Kabilan - "Karikaalan" - Vettaikaaran
- Thamarai - "Oru Vetkam" - Pasanga
- Vairamuthu - "Nenje Nenje" - Ayan
- Viveka - "Chinna Thamarai" - Vettaikaaran

### Années 2010
2010: Thamarai - "Mannipaaya" - Vinnaithaandi Varuvaayaa
- Na. Muthukumar - "Aval Apaadi" - Angadi Theru
- Na. Muthukumar - "Vamma Duraiyamma" - Madrasapattinam
- Vairamuthu - "Kadhal Anukal" - Enthiran
- Vairamuthu - "Usure Pogudhey" - Raavanan

2011:  Vairamuthu - "Saara Saara" - Vaagai Sooda Vaa
- Madhan Karky - "Nee Korinaal" - Nootrenbadhu
- Na. Muthukumar - "Mun Andhi" - 7aum Arivu
- Na. Muthukumar - "Vizhigalil Oru" - Deiva Thirumagal
- Thamarai - "Engeyum Kadhal" - Engeyum Kadhal

2012: Yugabharathi - "Solitaley" - Kumki
- Vairamuthu - "Para Para" - Neerparavai
- Na. Muthukumar - "Kaatrai Konjam" - Neethane En Ponvasantham
- Madhan Karky -  "Veesum" - Naan Ee
- Madhan Karky - "Google Google" - Thuppakki

2013:  Na. Muthukumar – "Anandha Yaazhai" - Thanga Meengal
- Madhan Karky - "Anbin Vaasale" - Kadal
- Na. Muthukumar - "Yaaro Ivan" - Udhayam NH4
- Vairamuthu – "Chithirai Nila" - Kadal
- Vairamuthu - "Sengaade" - Paradesi

2014: Na. Muthukumar – "Azhagu" - Saivam
- Madhan Karky – "Selfie Pulla" - Kaththi
- Pa. Vijay - "Yaarumilla" - Kaaviya Thalaivan
- Vairamuthu - "Ovvondrai Thirudigarai" - Jeeva
- Yugabharathi – "Manasula Soora Kaathu" Cuckoo

2015: Madhan Karky -  "Pookale Sattru" - I
2016: Thamarai - "Thallipogathey" - Achcham Yenbadhu Madamaiyada